# Chalon
Chalon è un comune francese di 169 abitanti situato nel dipartimento dell'Isère della regione dell'Alvernia-Rodano-Alpi.
Il comune si è chiamato Châlons fino al 1º agosto 2012

## Società

### Evoluzione demografica
Abitanti censiti